# لانغدون إلوين ميتشيل
لانغدون إلوين ميتشيل (بالإنجليزية: Langdon Elwyn Mitchell)‏ هو كاتب مسرحي أمريكي، ولد في 17 فبراير 1862 في فيلادلفيا في الولايات المتحدة، وتوفي في 21 أكتوبر 1935.

## وصلات خارجية
- لانغدون إلوين ميتشيل على موقع IMDb (الإنجليزية)
- لانغدون إلوين ميتشيل على موقع قاعدة بيانات برودواي على الإنترنت (الإنجليزية)
- لانغدون إلوين ميتشيل على موقع قاعدة بيانات الفيلم (الإنجليزية)